# Districts régionaux de Grèce
Pour les articles homonymes, voir Districts régionaux de la Colombie-Britannique.
« Départements de Grèce » redirige ici. Pour les autres significations, voir Départements français de Grèce.

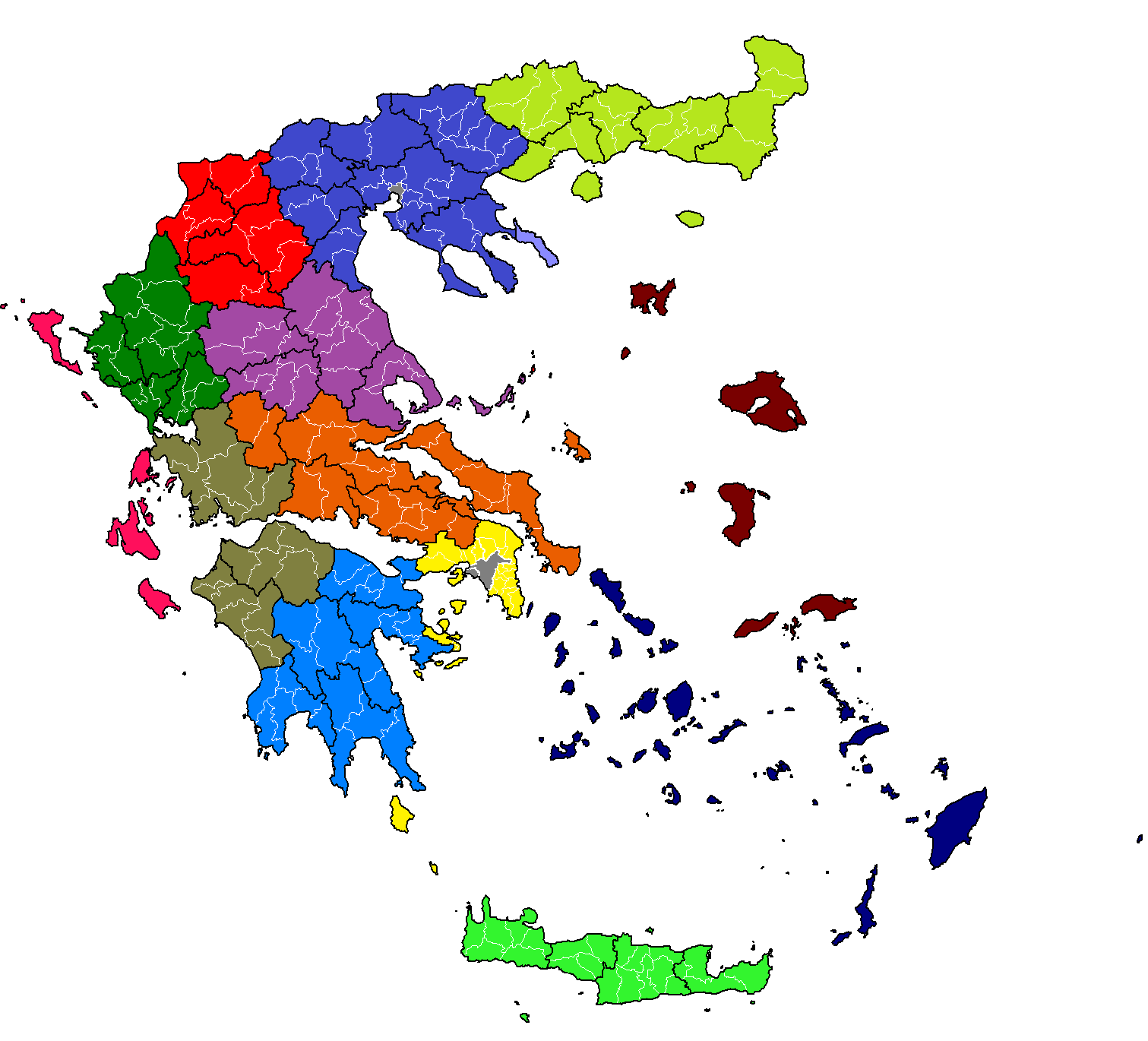
Les divisions administratives de la Grèce à la suite du programme Kallikratis : chaque couleur représente une région, les districts régionaux sont délimités en noir, et les dèmes en blanc.

Les 74 districts régionaux ou unités régionales (grec moderne : περιφερειακές ενότητες, sing. περιφερειακή ενότητα) sont des divisions administratives de la Grèce.
Ce sont des subdivisions des 13 périphéries (régions), elles-mêmes divisées en dèmes (municipalités). Ils ont été créés par le programme Kallikratis, entré en vigueur le 1er janvier 2011 en remplacement des anciens nomes, dont ils reprennent souvent le nom et les dimensions. À la différence des anciens nomes, ils ne correspondent à aucune autorité élue, les attributions des nomes ayant été réparties entre les périphéries et les dèmes.
| Périphérie                    | District régional  | Nome d’origine         |
| ----------------------------- | ------------------ | ---------------------- |
| Attique                       | Athènes-Centre     | Athènes (en partie)    |
| Attique                       | Athènes-Nord       | Athènes (en partie)    |
| Attique                       | Athènes-Ouest      | Athènes (en partie)    |
| Attique                       | Athènes-Sud        | Athènes (en partie)    |
| Attique                       | Attique de l'Est   | Attique de l'Est       |
| Attique                       | Attique de l'Ouest | Attique de l'Ouest     |
| Attique                       | Îles               | Le Pirée (en partie)   |
| Attique                       | Le Pirée           | Le Pirée (en partie)   |
| Crète                         | La Canée           | La Canée               |
| Crète                         | Héraklion          | Héraklion              |
| Crète                         | Lassíthi           | Lassíthi               |
| Crète                         | Réthymnon          | Réthymnon              |
| Égée-Méridionale              | Andros             | Cyclades (en partie)   |
| Égée-Méridionale              | Kalymnos           | Dodecanèse (en partie) |
| Égée-Méridionale              | Karpathos          | Dodecanèse (en partie) |
| Égée-Méridionale              | Kéa-Kythnos        | Cyclades (en partie)   |
| Égée-Méridionale              | Kos                | Dodecanèse (en partie) |
| Égée-Méridionale              | Milos              | Cyclades (en partie)   |
| Égée-Méridionale              | Myconos            | Cyclades (en partie)   |
| Égée-Méridionale              | Naxos              | Cyclades (en partie)   |
| Égée-Méridionale              | Paros              | Cyclades (en partie)   |
| Égée-Méridionale              | Rhodes             | Dodecanèse (en partie) |
| Égée-Méridionale              | Thíra              | Cyclades (en partie)   |
| Égée-Méridionale              | Syros              | Cyclades (en partie)   |
| Égée-Méridionale              | Tinos              | Cyclades (en partie)   |
| Égée-Septentrionale           | Chios (en)         | Chios                  |
| Égée-Septentrionale           | Ikaria             | Samos (en partie)      |
| Égée-Septentrionale           | Lemnos             | Lesbos (en partie)     |
| Égée-Septentrionale           | Lesbos             | Lesbos (en partie)     |
| Égée-Septentrionale           | Samos              | Samos (en partie)      |
| Épire                         | Arta               | Arta                   |
| Épire                         | Ioannina           | Ioannina               |
| Épire                         | Préveza            | Préveza                |
| Épire                         | Thesprotie         | Thesprotie             |
| Grèce-Centrale                | Béotie             | Béotie                 |
| Grèce-Centrale                | Eubée              | Eubée                  |
| Grèce-Centrale                | Eurytanie          | Eurytanie              |
| Grèce-Centrale                | Phocide            | Phocide                |
| Grèce-Centrale                | Phthiotide         | Phthiotide             |
| Grèce-Occidentale             | Achaïe             | Achaïe                 |
| Grèce-Occidentale             | Élide              | Élide                  |
| Grèce-Occidentale             | Étolie-Acarnanie   | Étolie-Acarnanie       |
| Îles Ioniennes                | Céphalonie         | Céphalonie (en partie) |
| Îles Ioniennes                | Corfou             | Corfou                 |
| Îles Ioniennes                | Ithaque            | Céphalonie (en partie) |
| Îles Ioniennes                | Leucade            | Leucade                |
| Îles Ioniennes                | Zante              | Zante                  |
| Macédoine-Centrale            | Chalcidique        | Chalcidique            |
| Macédoine-Centrale            | Imathie            | Imathie                |
| Macédoine-Centrale            | Kilkís             | Kilkís                 |
| Macédoine-Centrale            | Pella              | Pella                  |
| Macédoine-Centrale            | Piérie             | Piérie                 |
| Macédoine-Centrale            | Serrès             | Serrès                 |
| Macédoine-Centrale            | Thessalonique      | Thessalonique          |
| Macédoine-Occidentale         | Florina            | Florina                |
| Macédoine-Occidentale         | Grevena            | Grevena                |
| Macédoine-Occidentale         | Kastoria           | Kastoria               |
| Macédoine-Occidentale         | Kozani             | Kozani                 |
| Macédoine-Orientale-et-Thrace | Drama (en)         | Drama                  |
| Macédoine-Orientale-et-Thrace | Évros              | Évros                  |
| Macédoine-Orientale-et-Thrace | Kavala (en)        | Kavala (en partie)     |
| Macédoine-Orientale-et-Thrace | Xanthi (en)        | Xanthi                 |
| Macédoine-Orientale-et-Thrace | Rhodope (en)       | Rhodope                |
| Macédoine-Orientale-et-Thrace | Thasos             | Kavala (en partie)     |
| Péloponnèse                   | Arcadie            | Arcadie                |
| Péloponnèse                   | Argolide           | Argolide               |
| Péloponnèse                   | Corinthie          | Corinthie              |
| Péloponnèse                   | Laconie            | Laconie                |
| Péloponnèse                   | Messénie           | Messénie               |
| Thessalie                     | Karditsa           | Karditsa               |
| Thessalie                     | Larissa            | Larissa                |
| Thessalie                     | Magnésie (en)      | Magnésie (en partie)   |
| Thessalie                     | Sporades           | Magnésie (en partie)   |
| Thessalie                     | Trikala            | Trikala                |

## Référence
- (en) Cet article est partiellement ou en totalité issu de l’article de Wikipédia en anglais intitulé « Regional units of Greece » (voir la liste des auteurs).

1. ↑  « La collectivité locale », sur le site de l'ambassade de la Grèce en France (consulté le 15 juillet 2025)